# Heinrich von Mercy

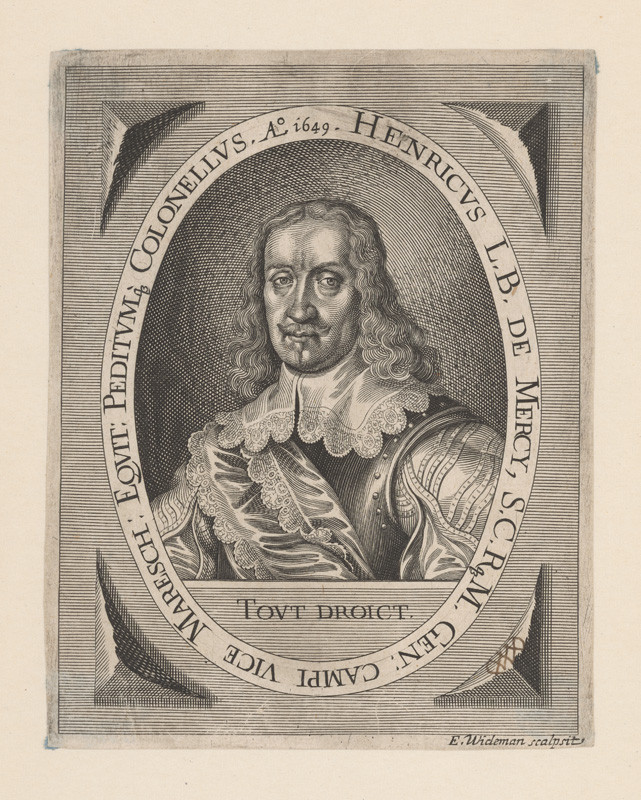
Heinrich von Mercy auf einem Kupferstich von Elias Widemann im Jahr 1649

Heinrich Freiherr von Mercy (* 1596 in Longwy; † 24. Dezember 1659 in Châtillon-sous-les-Côtes) war ein lothringischer Adliger, der im Dreißigjährigen Krieg auf kaiserlicher Seite kämpfte und den Rang eines Feldmarschallleutnants erreichte. Er war der ältere Bruder des berühmten Feldmarschalls Franz von Mercy.

## Leben
Heinrich war der erste Sohn von Pierre Ernest de Mercy († 1619), Gouverneur von Longwy und Kammerherr des Herzogs Karl. III von Lothringen, und seiner Frau Judith du Hautoy. Kurz nach ihm folgten der zweite Sohn Franz (ca. 1597–1645) und der dritte Sohn Kaspar (1599–1644), die ebenfalls hohe Militärränge erreichten und beide als bayrische Generäle in der Schlacht fielen. Von den jüngeren Brüdern trat Maximilian dem Benediktinerorden bei, Ludwig (1614–1633) wurde in jungen Jahren als Hauptmann bei der Verteidigung von Konstanz tödlich verwundet und Pierre Ernest (II., * 1617) wurde Abbé des Klosters Acey. Die Schwester Françoise heiratete den 1632 kaiserlichen Offizier Jacques de Buffignécourt. Über die weiteren Brüder Anton und Errard sowie eine weitere Schwester ist wenig bekannt.
Nach dem Tode seines Vaters wurde Heinrich am 10. Februar 1620 zu dessen Nachfolger als Gouverneur von Longwy ernannt. Er galt als berühmter Schwertkämpfer – er nahm an dreizehn verbürgten Duellen teil, von denen mehrere für seine Gegner tödlich endeten. Im Jahr 1630 trat er in militärische Dienste von Herzog Viktor Amadeus I. von Savoyen. Die Franzosen, die in der Zwischenzeit Lothringen besetzten, vertrieben Heinrich 1635 als Gouverneur von Longwy. Im darauffolgenden Jahr konnte Heinrich mit Hilfe kaiserlicher Truppen dorthin zurückkehren. 1637 schloss er sich der lothringischen Armee unter dem exilierten Herzog Karl IV. an, der sich mit den Franzosen einen beständigen Krieg um sein Heimatland lieferte. Heinrich zeichnete sich in der Armee des Herzogs bei der Einnahme zahlreicher Städte oder Burgen aus.
1639 wechselte Heinrich unmittelbar in kaiserliche Dienste und übernahm das Kürassierregiment seines Bruders Kaspar und das Infanterieregiment seines anderen Bruders Franz, die beide in die Armee Kurfürst Maximilians von Bayern übergetreten waren. Heinrichs Regimenter unterstützten zunächst ebenfalls die Bayern, bis sie zur 1641 zur Armee Guillaume de Lamboys stießen, der ein kaiserliches Hilfskorps für die Spanier in den Südlichen Niederlanden anführte. Im gleichen Jahr wurde Mercy zum Generalwachtmeister ernannt. Bei Lamboys Niederlage in der Schlacht bei Kempen im Januar 1642 wurde er und vielleicht auch sein Bruder Kaspar von den Franzosen gefangen genommen. Erst im September 1643 wurde er freigelassen.
Anfang 1644 wurde er zu Hans Christoph III. von Puchheim nach Ungarn geschickt, der dort eine Armee zum Kampf gegen Georg I. Rákóczi sammelte. Mercy sollte ihm bei der Aufstellung seiner Infanterieabteilungen helfen. Mitte des Jahres stand sein Regiment im Rheinland, bis zum Oktober gelangte es als Verstärkung für Matthias Gallas in dessen Lager bei Bernburg. Nachdem Mercy am 13. Dezember zum Feldmarschallleutnant ernannt wurde, kämpfte er im März 1645 in Böhmen zusammen mit seinen Kürassieren in der Schlacht bei Jankau gegen die Schweden und geriet wie ein Großteil der kaiserlichen Armee in Gefangenschaft.
Nach seiner Freilassung diente Heinrich in Niederösterreich bei der Abwehr und Vertreibung der Schweden, die nach den Kämpfen in Böhmen dorthin vorgedrungen waren. Unter General Puchheim befehligte er bei der Belagerung von Korneuburg, das am 4. August 1646 von den Kaiserlichen zurückerobert wurde. Danach wurde er als Verstärkung zur kaiserlichen Hauptarmee nach Hessen geschickt, wo er schon Ende August im Rahmen des Hessenkriegs die Darmstädter Truppen Ernst Albrechts von Eberstein mit 3000 Reitern gegen die Truppen Hessen-Kassels unter Johann von Geyso unterstützen und letzterem eine Niederlage beibringen konnte. Im September entsandte ihn der kaiserliche Oberbefehlshaber Erzherzog Leopold Wilhelm von Darmstadt aus mit 1600 Reitern der schwedischen Armee hinterher, die nach Gemünden am Main gezogen war. Mercy stellte fest, dass die Schweden, die bisher ihre Angriffsrichtung durch Truppenbewegungen in zahlreiche Richtungen verschleierten, in Richtung Donau nach Bayern ziehen wollten.
Anfang 1647 hielt er sich in Leitmeritz auf, in dessen Umgebung eines seiner Regimenter sein Winterquartier erhalten hatte. Nach dem Übertritt von Johann von Sporck aus bayrischen in kaiserliche Dienste infolge des Waffenstillstands von Ulm im März trat Mercy sein Kürassierregiment an Sporck ab. Sein Infanterieregiment nahm im Mai 1648 noch an der Schlacht bei Zusmarshausen teil. Im gleichen Jahr wechselte er wieder zur lothringischen Armee.
Verheiratet war Heinrich von Mercy mit Claude de Brandebourg, mit der er einen jung verstorbenen Sohn hatte. Er selbst überlebte anders als viele seiner Brüder den Dreißigjährigen Krieg und starb am 24. Dezember 1659 in Châtillon-sous-les-Côtes in Lothringen.